# 田辺保
田辺 保（たなべ たもつ、1930年9月26日 - 2008年3月18日）は、日本のフランス文学者、翻訳家。
大阪市立大学名誉教授、岡山大学名誉教授。

## 人物・来歴
京都府生まれ。1951年大阪外事専門学校卒業、1953年大阪外国語大学卒業、1959年京都大学大学院仏文科博士課程単位取得中退、1960年大阪外大助手、1961年講師、1961 - 1962年パリ大学へ留学、1965年大阪外国語大学助教授、1972年教授、同年岡山大学法文学部教授、1976年「パスカルの世界像」で京都大学より文学博士の学位を取得、1985年大阪市立大学教授、1993年定年となり名誉教授、神戸海星女子学院大学教授、2001年定年。
1974年フランスより教育功労章シュヴァリエ受章（「田辺保教授の経歴と業績」『神戸海星女子学院大学研究紀要』2000）。
パスカルとキリスト教文学を生涯続け、多くの関連著作と翻訳を刊行した。

## 著書
- 『パスカルと現代』（紀伊國屋新書） 1967
- 『シモーヌ・ヴェイユ その極限の愛の思想』（講談社現代新書） 1968
- 『フランス語のこころ』（至誠堂新書） 1969
- 『人生を決める言葉 フランス文学から』（創元新書） 1969
- 『奴隷の宗教 シモーヌ・ヴェイユとキリスト教』（新教出版社、原点双書） 1970
- 『フランス語の招待』（至誠堂） 1970
- 『パスカルの世界像』（勁草書房、哲学思想叢書） 1974
- 『パンセの原点をさぐる』（新教出版社、今日のキリスト教双書） 1976
- 『純粋さのきわみの死 さいごのシモーヌ・ヴェイユ』（北洋社） 1978.2
- 『光は暗きに照る』（日本基督教団出版局） 1978.7
- 『なぜ外国語を学ぶか』（講談社現代新書） 1979.5
- 『クレオパトラの鼻 パスカルの恋愛論』（白水社） 1980.10
- 『フランス語の新しい学び方』（講談社現代新書) 1981.3
  - 改題『フランス語をどう学ぶか』（講談社学術文庫）2002
- 『フランスこころの旅』（日本基督教団出版局） 1983.3
- 『パスカル著作集 別巻2 パスカル伝』（教文館） 1984.9、講談社学術文庫 1999
- 『フランス歴史の旅 モンマルトルからサント・マリーへ』（朝日選書) 1990.11
- 『ブルターニュへの旅 フランス文化の基層を求めて』（朝日選書) 1992.12
- 『フランス - 詩のふるさと紀行』（同文書院、アテナ選書） 1994.1
- 『ボーヌで死ぬということ <中世の秋>の一風景』（みすず書房） 1996.4
- 『フランス語はどんな言葉か』（講談社学術文庫） 1997.5
- 『ケルトの森・ブロセリアンド』（青土社） 1998.4
- 『フランスわが愛 フランス学への一つの試み』（青山社） 2000.5
- 『フランス巡礼の旅』（朝日選書） 2000.9
- 『ロワール川流れのまにまに フランス、その歴史の数ページ』（恒星出版、カルチャーフロンティアシリーズ） 2001.8
- 『パスカル 痛みとともに生きる』（平凡社新書） 2002.11
- 『フランスにやって来たキリストの弟子たち 「レゲンダ」をはぐくんだ中世民衆の心性』（教文館） 2002.3
- 『プロヴァンス 碧い海と碧い空と… 「生きる歓び」讃』（恒星出版、カルチャーフロンティアシリーズ） 2003.8
- 『聖フランチェスコの小さな花』（教文館） 2006.5
- 『パスカルの信仰 パスカルとわたし』（教文館） 2006.10
- 『ゲツセマネの夜 パスカル「イエスのミステール」を読む』（教文館） 2008.2

## 共編著
- 『初めてのフランス語文法』（里見達郎・藤井寛共著、駿河台出版社） 1984.4
- 『フランス語で言えば』（編、有斐閣選書） 1985.7
- 『フランス語で世界を知ろう』（平山弓月共著、朝日出版社） 1990.4
- 『フランス文学を学ぶ人のために』（世界思想社） 1992.7
- 『フランス学を学ぶ人のために』（世界思想社） 1998.8
- 『死に方目下研究中。 医学者と文学者の彼岸さがし対談』（岩田誠共著、恒星出版） 2005.1

## 翻訳
- 『聖想 100篇』（新教出版社、新教新書） 1960
- 『カルヴァン 新約聖書註解 Ⅷ コリント前書』（著作集刊行会、新教出版社） 1960、度々新版
- 『カルヴァン 新約聖書註解 Ⅸ コリント後書』（著作集刊行会、新教出版社） 1963、度々新版
- 『男と女 カルヴァンの倫理による』（ビエレール、新教出版社、新教新書） 1964
- 『シモーヌ・ヴェイユ入門』（マリー・マドレーヌ・ダヴィ、勁草書房） 1968
- 『アンドレ・コルネリス』（ブールジェ、中央公論社、新集世界の文学） 1970
- 『マリー・ノエル』（アンドレ・ブランシェ編著、思潮社、セリ・ポエティク） 1970
- 『フランク』（エマニュエル・ビュアンゾ、音楽之友社、不滅の大作曲家） 1971
- 『さすらいの青春 - ル・グラン・モーヌ』（フールニエ、旺文社文庫） 1972
- 『文学と霊なるもの - 火の夜』（アンドレ・ブランシェ、原田武共訳、思潮社） 1972
- 『死んでいったひとりの若い女性への公開状』（ジルベール・セブロン、新潮社） 1972、新潮文庫 1980
- 『現代公式文句評訳』（ジャック・エリュール、すぐ書房） 1973
- 『モンパルナスのビュビュ / やさしいマドレーヌ他』（フィリップ、旺文社文庫） 1974
- 『回想のシモーヌ・ヴェイユ』（J・-M・ペラン/G・ティボン、朝日出版社） 1975
- 『モンテヴェルディ』（ロジェ・テラール、音楽之友社、不滅の大作曲家） 1976
- 『都市の意味　著作集7』（ジャック・エリュール、すぐ書房） 1976
- 『詳伝シモーヌ・ヴェイユ Ⅱ 1934～1943』（シモーヌ・ペトルマン、勁草書房） 1978.11、新版2002
- 『さよならをそっとひとりで』（マルスリーヌ・デボルド＝ヴァルモール、サンリオ） 1979.9
- 『恋の涙はもういらない』（マルスリーヌ・デボルド=ヴァルモール、サンリオ） 1983.9
- 『死都ブリュージュ / 霧の紡車』（ジョルジュ・ロデンバック、倉智恒夫共訳、国書刊行会、フランス世紀末文学叢書） 1984.7
- 『死に直面して』（ジルベール・セスブロン、春秋社） 1985.4
- 『パリ』（ジュリアン・グリーン、青山社） 1986.11
- 『聖フランチェスコの小さな花』（教文館、キリスト教古典叢書） 1987.2
- 『中世の巡礼者たち 人と道と聖堂と』（レーモン・ウルセル、みすず書房） 1987.11
- 『フランス故事・名句集』（シルヴィー・ヴェイユ/ルイーズ・ラモー、大修館書店） 1989.1
- 『薄気味わるい話』（レオン・ブロワ、国書刊行会、バベルの図書館） 1989.5
- 『残された言葉 インタビュー集』（フランソワ・モーリヤック、崔達用共訳、教文館） 1989.7
- 『キリストの聖なる伴侶たち』（エミール・マール、みすず書房） 1991.6
- 『フランス名句辞典』（大修館書店） 1991.4
- 『サンティヤゴ巡礼の世界』（アルフォンス・デュプロン、監訳、原書房） 1992.9
- 『パスカル』（A・クレイルスハイマー、足立杉子共訳、教文館、コンパクト評伝シリーズ） 1993.7
- 『中世ロワール河吟遊 華麗なるフランス宮廷絵巻』（アンドレ・カストロ、原書房） 1993.4
- 『ルルドの群集』（J・K・ユイスマンス、国書刊行会） 1994.1
- 『ブルゴーニュ公国の大公たち』（ジョゼフ・カルメット、国書刊行会） 2000.5／ちくま学芸文庫 2023.5
- 『三つの教会と三人のプリミティフ派画家』（J・K・ユイスマンス、国書刊行会） 2005.9
- 『サンティアゴ 遥かなる巡礼の道』（ジャン＝クロード・ブールレス、青山社） 2006.11

### フランシス・ジャム
- 『ジャム詩集』（フランシス・ジャム、旺文社文庫） 1969
- 『フランシス・ジャム全集』第2・3巻（分担、青土社） 1981
- 『三人の少女』（ジャム、旺文社） 1990.3

### パスカル
- 『病と死についての冥想 祈りと小品と手紙』（パスカル、新教出版社、新教新書） 1959
- 『パンセ ルイ・ラフュマ版による』（パスカル、新教出版社） 1966
  - 『パンセ』 教文館〈キリスト教古典叢書〉2013 - 改訳決定版
- 『パンセ』（角川文庫） 1968 - ブランシュヴィク版
- 『パスカルの言葉』（彌生書房、人生の知恵） 1970
- 『パスカル』（編訳・解説、平凡社、世界の思想家） 1976
- 「パスカル著作集」（全7巻別巻2）教文館 1980 - 1984

1. 『パスカルの生涯 / 要約イエス伝 / 小品集』
2. 『書簡集 / 遺言書』
3. 『プロヴァンシアルⅠ』
4. 『プロヴァンシアルⅡ』
5. 『恩寵文書』
6. 『パンセⅠ』
7. 『パンセⅡ』
8. 別巻1『パスカル論集』
9. 別巻2『パスカル伝』

### シモーヌ・ヴェイユ
- 『労働と人生についての省察』（シモーヌ・ヴェイュ、黒木義典共訳、勁草書房） 1967、新版1986
- 『神を待ちのぞむ』（シモーヌ・ヴェイユ、杉山毅共訳、勁草書房） 1967、新版1987
- 『ロンドン論集とさいごの手紙』（シモーヌ・ヴェイユ、杉山毅共訳、勁草書房） 1969、新版2009
- 『工場日記』（シモーヌ・ヴェイユ、講談社文庫） 1972、講談社学術文庫 1986、ちくま学芸文庫 2014
- 『重力と恩寵』（シモーヌ・ヴェイユ「ノート」抄、講談社文庫） 1974、ちくま学芸文庫 1995
- 『超自然的認識』（シモーヌ・ヴェイユ、勁草書房） 1976、新版2014
- 『カイエ 2』（シモーヌ・ヴェーユ、川口光治共訳、みすず書房） 1993